# Haemaphysalis silacea
Haemaphysalis silacea är en fästingart som beskrevs av Robinson 1912. Haemaphysalis silacea ingår i släktet Haemaphysalis och familjen hårda fästingar. Inga underarter finns listade i Catalogue of Life.